# Сихалидзееби
Сихалидзееби (груз. სიხალიძეები) — село в Кедском муниципалитете Грузии.

## География
Село находится на берегу реки Мериси, на расстоянии в 7 километрах от посёлка городского типа Кеда, административного центра муниципалитета. Абсолютная высота — 400 метров над уровнем моря.

## Население
По данным переписи населения 2014 года, в селе проживает 148 человек.
| Год  | Население | Мужчины | Женщины |
| ---- | --------- | ------- | ------- |
| 2002 | 158       | 74      | 84      |
| 2014 | ↘148      | 75      | 73      |